# Список обмінів військовополоненими під час російського вторгнення в Україну
В списку представлені обміни військовополоненими між Росією та Україною, що відбулися під час російського вторгнення в Україну з 2022 року.
Станом на 25 травня 2025 року між Україною та Росією відбулося 67 обміни військовополоненими. З початку повномасштабного вторгнення Україна повернула 5757 осіб.

## 2025

### 4 липня
Відбувся черговий, восьмий етап обміну військовополонених.

### 26 червня
Відбувся черговий, сьомий етап обміну військовополонених.

### 19 червня
Відбувся ще етап великого обміну.  На Батьківщину повернулися військовослужбовці ЗСУ, зокрема представники Військово-морських Сил, Десантно-штурмових військ, Сил Територіальної оборони, а також Державної прикордонної служби та Національної гвардії України. Більшість звільнених бійців перебували в полоні понад три роки. Значна частина з них потрапила в полон під час оборони Маріуполя. Загалом повернулися українці, що воювали на Донеччині, Луганщині, Херсонщині, Харківщині, Сумщині, Чернігівщині, а також в Запорізькій та Київській областях. Кількість не розголошується.

### 14 червня
Відбувся четвертий етап великого обміну.

### 12 червня
Відбувся третій етап великого обміну.

### 10 червня
В Україну повернулися важкопоранені військовополонені. Це — другий етап великого обміну. 

### 9 червня
Україна повернула військовополонених, це був перший етап великого обміну. 

### 25 травня
У результаті третього етапу обміну полоненими у форматі «1000 на 1000» додому повернулися 303 українських військових. Як повідомляє Координаційний штаб з питань поводження з військовополоненими, цього разу серед звільнених воїнів — представники Збройних Сил України, зокрема Військово-морських сил, Повітряних сил, Десантно-штурмових військ, Сил територіальної оборони, а також Національної гвардії України, Державної прикордонної служби України та Державної спеціальної служби транспорту.

### 24 травня
Ще 307 українських захисників було повернуто до України. Усі звільнені українці є представниками рядового та сержантського складу, бійцями Нацгвардії, Держприкордонслужби, а також десантно-штурмових військ, Сил безпілотних систем, Сил територіальної оборони та Військово-Морських Сил, які захищали нашу країну на луганському, херсонському, харківському, запорізькому та донецькому напрямках. Наймолодшому звільненому військовослужбовцю – 25, найстаршому – 61. З російського полону вдалося повернути 27 захисників Маріуполя.

### 23 травня
З російського полону повернулися 390 українців. Це перший етап обміну «1000 на 1000». Додому повертаються 270 Захисників – це військовослужбовці ЗСУ, зокрема ВМС, ДШВ, Сил ТрО, а також Національної гвардії України та Державної прикордонної служби України. В рамках обміну Україна відправила в РФ 70 колаборантів, cеред них ті, хто здавали позиції Сил оборони, шпигували на користь РФ, працювали на окупантів на підконтрольних їм територіях. Деякі з них представлені в проекті "Хочу к своим"

### 5 травня
Відбувся обмін 205-ти українських військовослужбовців, звільнені захисники обороняли Україну на Донецькому та Луганському напрямках, у Запорізькій, Харківській, Херсонській, Сумській і Київській областях, а також у гарнізоні Маріуполя.  Посередником в обміні стали ОАЕ.

### 19 квітня
Україна повернула 277 військовослужбовців — 246 в рамках обміну, ще 31 поза обміном. 268 з них — рядові та сержанти, також було звільнено дев’ятьох офіцерів. 77 звільнених військових — з системи МВС: 73 нацгвардійці та чотири прикордонники. Більшість з них перебувала в полоні майже три роки. Президент повідомив, що з полону повернулися воїни Збройних Сил України, Національної гвардії України, Державної спеціальної служби транспорту та прикордонники. Вони захищали Маріуполь та інші напрямки на Донеччині, Херсонщину, Запоріжжя, Луганщину. Серед полонених, повернулися додому, були мати і син - Маргарита Виноград та її син Руслан. Вони разом потрапили в полон у травні 2022 року у Маріуполі, коли виходили з Азовсталі. Саме тоді вони бачилися востаннє, повідомляє Суспільне.

### 19 березня
В Україну повернулися 197 військовослужбовців, з них 22 важко поранені та повернулися завдяки заходам поза обміном. Росія отримала 175 своїх військовослужбовців.

### 5 лютого
В Україну повернулися 150 військовослужбовців з ВМС, СВ ЗСУ, НГУ, ДПСУ, ТрО та НПУ .

### 15 січня
Україна повернула 25 військових та цивільних.

## 2024

### 30 грудня
Україна повернула 189 громадян, з них — 87 військовослужбовців ЗСУ (з них 17 — ТрО), 43 військовослужбовці НГУ, 33 прикордонники та 24 військовослужбовця ВМС. Також повернуто 2 цивільних осіб.

### 18 жовтня
Україна повернула 95 військовослужбовців серед яких 69 солдатів і сержантів та 26 офіцерів.

### 14 вересня
Україна повернула 103 військовослужбовців, з них 82 солдатів та сержантів та 21 офіцер.

### 13 вересня
Україна повернула 49 осіб, серед них 23 солдатів та сержантів і 19 офіцерів, і ще 7 цивільних осіб.

### 24 серпня
Україна повернула з російського полону 115 осіб, всі солдати сержанти та матроси. 
Росія повернула теж 115, переважно строковиків що були взяті в полон в Курській області.

### 17 липня
України повернула 95 військових, з них 88 солдатів і сержантів та 7 офіцерів.
До РФ передали 95 полонених.

### 25 червня
Україна повернула 90 військовослужбовців, за повідомленням президента України переважно солдати та сержанти.

### 31 травня
Україна повернула 75 осіб, з них 65 солдатів та сержантів та 6 офіцерів.
Росія отримала 75 полонених.

### 8 лютого
Україна віддала 100 російських військовополонених та повернула 100 українських військових, з них 49 військових з Національної гвардії України, 25 прикордонників, 26 військовослужбовців ЗСУ, усі визволені солдати та сержанти.

### 31 січня
Україна повернула 207 військовослужбовців.

### 3 січня
Один з найбільших обмінів між російською та українською сторонами відбувся, зі слів Голови ГУР Кирила Буданова, за участі Об'єднаних Арабських Еміратів. У Росії повідомили, що під час обміну повернули 248 росіян — про це заявили у Міноборони РФ. Російська омбудсменка Тетяна Москалькова додала, що 75 осіб повернули "поза межами домовленостей", процитувало слова росіянки агентство "РИА Новости". РосЗМІ стверджує, що додаткові російські полонені — це результат роботи "компетентних органів". Також запевняють, що це — "компенсація" за повернення п'яти командирів "Азову" восени 2022 року. 

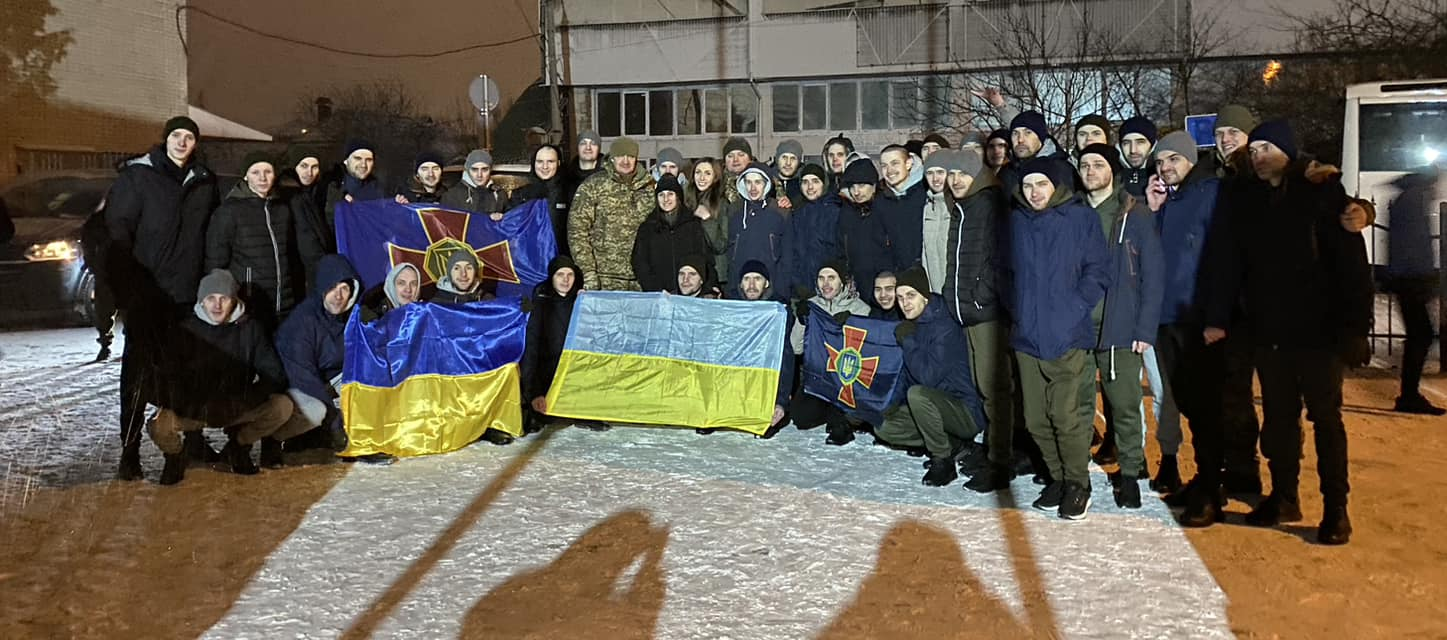
Українські військовослужбовці, що були звільнені з російського полону 3 січня 2024

Україна повернула 230 осіб з яких 6 цивільних. 213 осіб — солдати та сержанти, 11 — офіцери.

## 2023

### 7 серпня
Україна повернула 22 військовослужбовців, з них 20 солдатів та сержантів, 2 офіцери.

### 6 липня
Україна повернула 45 осіб, з них 41 солдата та сержанта, 2 офіцера. Також було повернуто 2 цивільних.

### 11 червня
Україна повернула 95 військових, з них 93 солдати та сержанти, ще 2 офіцери.

### 25 травня
Україна повернула 106 військових, 98 солдатів і сержантів, та 8 офіцерів.
За даними російського омбудсмена Тетяни Москальової Росія отримала найманців з ПВК «Вагнер».

### 6 травня
Україна повернула 45 військових з «Азову», з них 35 солдати та сержанти, 10 офіцерів. 
Росія отримала 3 військових льотчиків.

### 26 квітня
Україна повернула 44 особи.
Росія отримала 40 військових.

### 16 квітня
Україна повернула 130 військових, всі солдати та сержанти.

### 10 квітня
Україна повернула 9 офіцерів та 91 солдата та сержанта (100 військових). До Росії повернулися 106 військовослужбовців.

### 3 квітня
Україна повернула 12 осіб, з них 2 цивільних та 10 військових солдатського та сержантського складу.

### 7 березня
Україна повернула 130 військових, всі солдати та сержанти.
Росія отримала 90 військовослужбовців.

### 16 лютого
Україна повернула 101 особу з них 1 цивільний.
Росія отримала 101 військовослужбовця.

### 4 лютого
Україна повернула 116 військових з яких 114 солдатів та сержантів і 2 офіцери. Також було повернуто тіла 3 загиблих українських військових.

### 8 січня
Україна повернула 50 військових з яких 17 солдатів та сержантів і 33 офіцери.
Росія отримала 50 військових.

## 2022

### 31 грудня
В Україну у рамках обміну полоненими з російською федерацією повернулися 140 захисників.

### 14 грудня
Україна повернула 65 військових.

### 6 грудня
Україна повернула 60 військовослужбовців.

### 1 грудня
Україна повернула 60 військовослужбовців.

### 26 листопада
Україна повернула 12 осіб з них 3 цивільних.

### 24 листопада
Україна повернула 50 військових.

### 23 листопада
Україна повернула 36 осіб з них 1 цивільний.

### 11 листопада
Україна повернула 45 військових.

### 3 листопада
Україна повернула 107 військових, з них 101 солдат і сержант та 6 офіцерів.

### 29 жовтня
Україна повернула 52 особи з яких 2 — цивільні.

### 17 жовтня
17 жовтня 2022 року з російського полону звільнили 108 українок. Серед них – 37 евакуйованих з «Азовсталі», 11 офіцерів, 85 рядових і сержантів та цивільних жінок, яких росіяни утримували в катівнях просто за те, що вони були українками. Це був перший повністю жіночий обмін.
Звільнених полонянок одразу зустріли обіймами, а потім роздали мобільні, щоб зв’язатися з рідними. Багато хто протягом усього полону не мав жодної можливості навіть почути рідний голос..

### 21 вересня
Київ повернув 215 військових та цивільних, серед яких 108 оборонців «Азовсталі» та 10 іноземців; Москві віддали 55 військових та Віктора Медведчука.
Також серед звільнених — 10 іноземців, які воювали за Україну, і яким погрожували смертю, їх було доставлено до Ер-Ріяду в Саудівську Аравію.
Було обміняно 215 українських оборонців, серед звільнених — військовослужбовці НГУ, ВМС України, ЗСУ, ДПСУ, ТрО, НПУ, СБУ, Держмитслужби та ДССТ, двоє цивільних. 124 захисники, звільнені з полону, належать до офіцерського складу, 89 — до рядового й сержантського складу.
Серед визволених українських воїнів: Герої України Денис Прокопенко, командир полку Азов, Євгеній Бова — командир Першого окремого батальйону морської піхоти, Лев Пашко — командир роти Азову. Звільнено з полону також Сергія Волинського, в. о. командира 36-ї окремої бригади морської піхоти, Святослава Паламара, заступника командира полку Азов по роботі з особовим складом, Дениса Шлегу, командира 12-ї бригади оперативного призначення ім. Дмитра Вишневецького, Олега Хоменка, командира комендантської роти, який безпосередньо здійснював командування обороною «Азовсталі», Дмитра Козацького, старшого солдата, фото та відео якого з «Азовсталі» облетіли весь світ.
Катерина «Пташка» Поліщук — парамедик-доброволиця Національної гвардії України.

### 18 червня
Координаційний штаб з питань поводження з військовополоненими провів черговий обмін  полоненими з росією за формулою «5 на 5». Обмін тілами загиблих військовослужбовців ЗСУ і РФ у форматі 64х64 відбувся на Запоріжжі.

### 6 травня
Додому повертаються 28 військових і 13 цивільних. 

### 30 квітня
В наслідок обміну додому повернулися 14 українців. Серед них 7 військових і 7 цивільних.

### 28 квітня
Звільнили з російського полону 45 наших людей. 13 офіцерів та 20 солдатів (з яких 5 поранені). Також повертаємо додому 12 наших цивільних

### 19 квітня
Відбувся обмін військовополоненими, внаслідок якого додому повертаються 76 українців. 60 військовослужбовців, з них 10 офіцерів. Також додому повертаються 16 цивільних осіб.

### 14 квітня
Відбувся четвертий обмін полоненими з Росією. Україні вдалося повернути 30 осіб, серед яких 8 цивільних. Обміняно 5 офіцерів і 17 військовослужбовців рядового складу. Також звільнено 8 цивільних, включаючи 1 жінку.

### 9 квітня
Україна повернула 26 осіб, з них 12 військових та 14 цивільних.

### 1 квітня
Українська влада провела обмін полоненими, зокрема, повернувши 86 військовослужбовців ЗСУ, серед яких – 15 жінок. Це другий обмін полоненими України та рф від початку війни.

### 24 березня
Відбувся перший повноцінний обмін полоненими: 10х10 військовослужбовців і 19х11 цивільних моряків.